# 基圖伊
1°22′S 38°1′E / 1.367°S 38.017°E

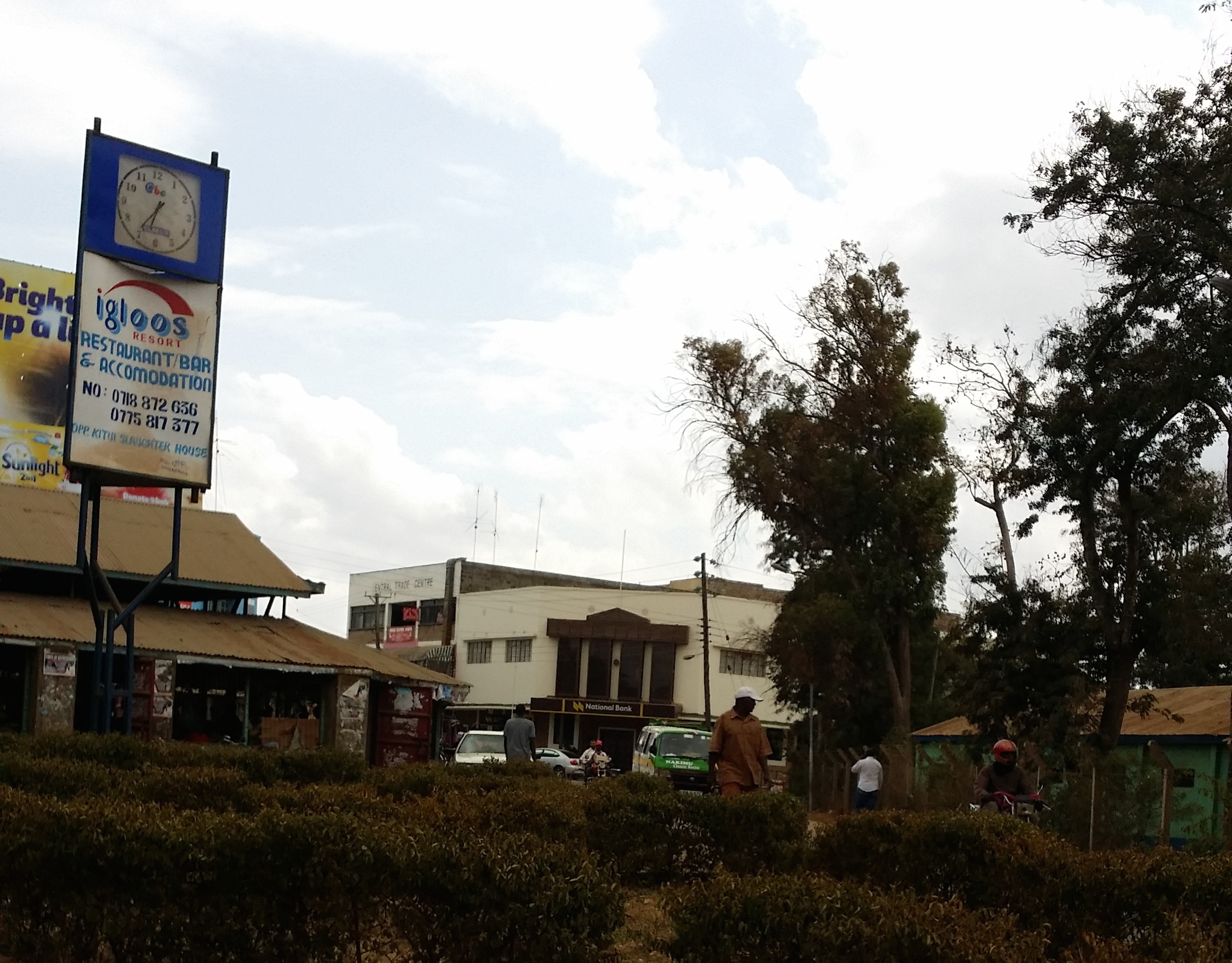
基圖伊

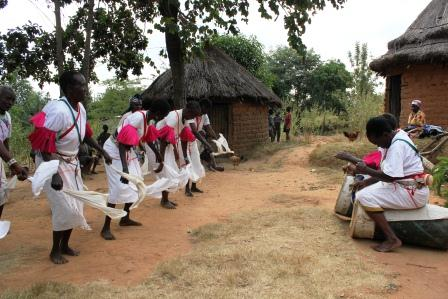
基圖伊的傳統舞蹈

基圖伊，是肯尼亞的城鎮，位於該國東部，由東部省負責管轄，是基圖伊郡的首府，處於奈洛比以東180公里和馬查科斯以東105公里，2009年人口155,896。